# Старый мост (Киров)
Старый мост — мост через реку Вятку в городе Кирове. Соединяет основную левобережную часть города с заречной. Расположен в Первомайском районе, продолжает улицу Профсоюзную и переходит в Слободской тракт.

## История
Старый мост был спроектирован организацией «Гипрокомунндортранс» и возведён в 1962 году  Мостопоездом № 452 Мостостроя № 5. Мост стал первой постоянной дорогой, соединившей основную часть города с заречной, до этого использовалась паромная переправа.
В 2006 году проведённая экспертиза показала опасность разрушения опор моста, в связи с чем Горадминистрацией было принято решение о его реконструкции. 15 января 2007 года движение по мосту было закрыто для транспорта весом свыше 2 тонн. Московским институтом по проектированию и изысканиям автомобильных дорог «Союздорпроект» был разработан план реконструкции, проведение работ было поручено московскому подрядчику «Мостотрест». Реконструкция началась 10 октября 2007 году, общая смета проекта составила 420 млн рублей. 4 ноября 2008 года прошла торжественная церемония открытия моста после капитального ремонта, в июле 2009 года после проведения необходимых экспертиз были сняты ограничения для движения транспорта по весу.